# Syrrhopodon brasiliensis
Syrrhopodon brasiliensis är en bladmossart som beskrevs av William Dean Reese 1983. Syrrhopodon brasiliensis ingår i släktet Syrrhopodon och familjen Calymperaceae. Inga underarter finns listade i Catalogue of Life.